# Lanterne des morts d'Oradour-Saint-Genest
La lanterne des morts d'Oradour-Saint-Genest est un monument funéraire, situé sur la commune d'Oradour-Saint-Genest, dans le département français de la Haute-Vienne.

## Localisation
La lanterne est située dans le cimetière, sur le territoire de la commune d'Oradour-Saint-Genest, dans le département de la Haute-Vienne, en région Nouvelle-Aquitaine, en France.

## Historique
La lanterne date du XIIe siècle (ou XIIIe siècle) et le cimetière dans lequel elle se trouve dépendait autrefois du monastère des Récollets. Le fanal a été restauré en 1902.
Le monument est classé au titre des monuments historiques par arrêté du 28 juin 1899.

## Description
Le monument est en granite et a une hauteur de 8,86 mètres, faisant de lui le plus haut de la Haute-Vienne. Cette hauteur se décompose comme suit : 70 centimètres pour les.marches, 1 mètre pour l'autel et 7,16 mètres pour la colonne
Le monument repose sur un socle à quatre marches sur lequel s'élève un fût octogonal creux. La colonne abrite un système de cavités échelonnées permettant de hisser la flamme jusqu'au sommet. Au sommet, une lanterne conique à huit ouvertures permettait que la lumière fut vue en dehors du cimetière. Une croix en pierre surmonte la lanterne et un autel grossier orienté s’appuie sur la colonne.